# Extraterritorialité
Ne doit pas être confondu avec Juridiction extraterritoriale.

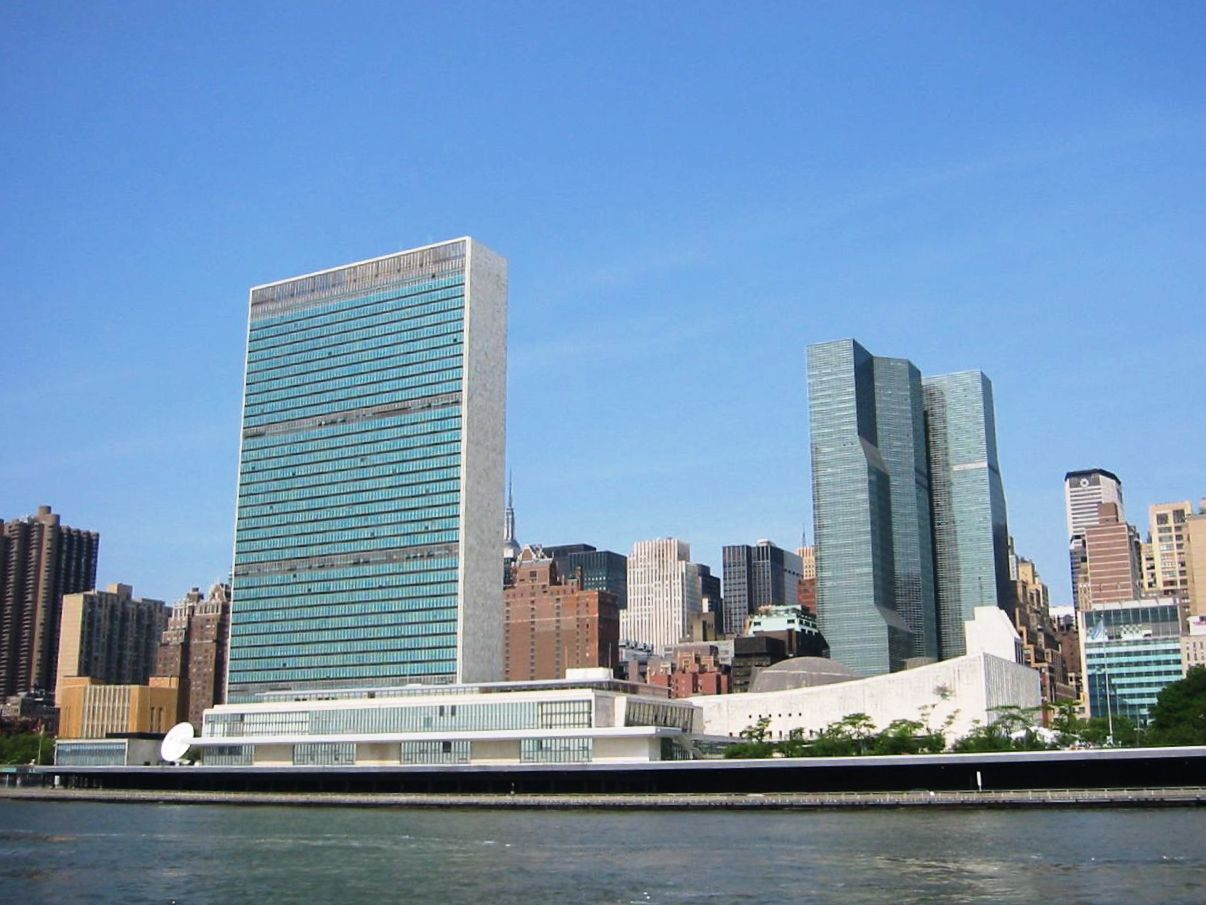
Le siège des Nations unies jouit du statut d'extraterritorialité à New York, aux États-Unis.

L’extraterritorialité est un principe de droit international public qui revient pour un pays à laisser s'exercer l'autorité d'un État étranger ou d'une organisation internationale sur une partie de son territoire propre. 

## Cas d'application

### ONU, OTAN, Rome hors-Vatican, ordre souverain de Malte
C'est le régime qui touche, par exemple, le siège des Nations unies à New York, le Grand Quartier général des puissances alliées en Europe (quartier général de l'OTAN) en Belgique, certains lieux de Rome bénéficiant à l'État de la Cité du Vatican, ou encore l'ordre souverain de Malte.

### Absence d'extraterritorialité pour les ambassades
Contrairement à une idée reçue, les ambassades ne bénéficient pas de l'extraterritorialité, mais jouissent seulement de l'immunité diplomatique, garantie par la convention de Vienne (1961). Ainsi, dans les locaux d'une ambassade, c'est le droit de l'État accréditaire (d'accueil) qui s'applique et non celui de l'État accréditant (représenté par l'ambassade) ; mais l'ambassade est inviolable en ce sens que personne n'a le droit d'entrer dans l'ambassade sans l'accord du chef de la mission diplomatique de l'État accréditant.

### Absence d'extraterritorialité des nécropoles militaires étrangères
Les nécropoles militaires étrangères dont les emprises foncières ont été cédées en pleine propriété (par exemple en France le cimetière américain de Colleville-sur-Mer et le cimetière canadien de Vimy) ne bénéficient pas non plus de l'extraterritorialité,.

## Droit international de la mer
Par extension de ce principe, l'extraterritorialité permet aux navires d'être considérés, en matière de droit applicable, comme relevant des lois de leur territoire d'origine tant qu'ils se trouvent dans les eaux internationales (principe du pavillon).

## État de la situation en France

### Extraterritorialité du droit français
« Extraterritorialité du droit français » est le nom donné à l'ensemble des dispositions du droit français qui peut être appliqué en-dehors des frontières de la France à des personnes physiques ou à des personnes morales de pays tiers.

### Extraterritorialité de lois étrangères en France

#### Lois américaines
En France, l'extraterritorialité de certaines lois américaines a fait l'objet d'un rapport à l'Assemblée Nationale en 2016 par Pierre Lellouche et Karine Berger. Celle-ci est décrite comme posant des « difficultés » aux entreprises et personnes françaises. Quant aux conséquences stratégiques, le rapport préconise l'instauration d'un « rapport de force ».

#### Protection des entreprises françaises
En juin 2019, le rapport Gauvain rédigé à la demande du premier ministre Edouard Philippe présente une série de recommandations visant à "Rétablir la souveraineté de la France et de l’Europe et protéger nos entreprises des lois et mesures à portée extraterritoriale".

## En droit canadien
En droit canadien, des dispositions pénales du Code criminel accordent une portée extraterritoriale à certaines infractions. Par exemple, l'art. 7 (4.1) C.cr. vise à punir le tourisme sexuel impliquant des enfants : il déclare que le citoyen canadien ou le résident permanent canadien qui commet cette infraction à l'étranger est réputé l'avoir commise au Canada. Toutefois, selon l'arrêt R. c. Hape de la Cour suprême du Canada, le droit canadien et la Charte canadienne des droits et libertés ne peuvent pas être appliqués à l'intérieur d'un État étranger sans le consentement de l'État en cause.